# La Celestina (pel·lícula)
La Celestina és una pel·lícula espanyola dirigida per Gerardo Vera en 1996 i adaptada per Rafael Azcona a partir de la obra homònima de Fernando de Rojas, considerada una dels cims clàssics de la Literatura Espanyola. Malgrat comptar amb un gran repartiment, el fet que es retallés el guió per no fer la pel·lícula massa llarga va fer ressentir la història, ja que fa accelerar els esdeveniments artificialment, i la gran importància dels diàlegs fan que el resultat sigui una mica desigual.

## Argument
Calisto, un jove i impulsiu hisendat, està enamorat de Melibea, una adolescent de bona família a qui els seus pares projecten casar convenient i ràpidament. La passió li produeix tal excitació que accepta el suggeriment d'obtenir els favors de la seva estimada amb la mediació d'una bruixa la sinistra reputació de la qual és ben coneguda, La Celestina, amb ajuda dels seus lacais Sempronio i Pármeno.

## Repartiment
- Penélope Cruz - Melibea
- Terele Pávez - Celestina
- Juan Diego Botto - Calisto
- Maribel Verdú – Areusa
- Jordi Mollà – Pármeno
- Nancho Novo - Sempronio
- Nathalie Seseña - Lucrecia
- Carlos Fuentes - Sosia
- Candela Peña - Elicia
- Anna Lizaran – Alisa
- Sergio Villanueva - Tristán
- Ángel de Andrés López – Centurio
- Lluís Homar - Pleberio
- Ana Risueño - Poncia
- Rodrigo García - Crito
- Amparo Gómez Ramos – Ana
- Joaquín Notario - Verdugo
- José Coromina - Traso
- Aquilino Gamazo – Patibulari
- Igor Otaegui – Patibulari

## Banda sonora
- Fantasía para un gentilhombre - Joaquín Rodrigo © Ediciones Joaquín Rodrigo Interpretada per John Williams amb Philarmonia Orchestra. Director Louis Frémaux - Permission by Sony Classical
- Concertino en La menor - Salvador Bacarisse Arrangements de Narciso Yepes Interpretada per Narciso Yepes amb Orquesta Filarmonía de España - Director Rafael Frühbeck de Burgos -Permission by Columbia with the authorization of BMG Ariola, S.A.[5]
- Missa pro defunctis - Cristóbal de Morales, en versió de Jordi Savall - Interpretada per La Capella Reial de Catalunya i Hespèrion XX dirigida per Jordi Savall - Premission by Audivis
- Diferencias sobre "Guárdame las vacas" - Luis de Narváez, arrangements d'Octavio Bustos Abarca - Interpretada per Narciso Yepes - Permission by PolyGram Ibérica
- Suite española: Folías - Gaspar Sanz, arrangements de Narciso Yepes. Interpretada per Narciso Yepes © Unión Musical Ediciones, S.L. Permission by PolyGram Ibérica
- Fantasies pavanes & gallardes: Gallarda 6 y Fantasía 1 - Lluís del Milà, versió de Jordi Savall. Interpretada per Jordi Savall, Andrew Lawrence King, Sergi Casademunt, E. Brandao, L. Duftschmid. Permission by Audivis
- Estudio opus 6 nº 11 - Fernando Sor. Interpretada per Narciso Yepes. Permission by PolyGram Ibérica

## Palmarès cinematogràfic
XI Premis Goya
| Categoria                        | Persona                           | Resultat  |
| -------------------------------- | --------------------------------- | --------- |
| Millor actriu de repartiment     | Maribel Verdú                     | Nominada  |
| Millor actor de repartiment      | Jordi Mollà                       | Nominat   |
| Millor actor de repartiment      | Nancho Novo                       | Nominat   |
| Millor fotografia                | José Luis López Linares           | Nominat   |
| Millor direcció artística        | Ana Alvargonzález                 | Nominada  |
| Millor disseny de vestuari       | Sonia Grande Gerardo Vera         | Nominats  |
| Millor maquillatge i perruqueria | Paca Almenara Alicia López Medina | Nominades |

Fotogramas de Plata 1996
| Categoria               | Persona      | Resultat |
| ----------------------- | ------------ | -------- |
| Millor actriu de cinema | Terele Pávez | Nominada |

VI Premis de la Unión de Actores
| Categoria                                     | Persona         | Resultat   |
| --------------------------------------------- | --------------- | ---------- |
| Millor interpretació protagonista de cinema   | Terele Pávez    | Guanyadora |
| Millor interpretació secundària de cinema     | Nancho Novo     | Guanyador  |
| Millor interpretació de repartiment de cinema | Nathalie Seseña | Guanyadora |

Premis Sant Jordi de Cinema
| Categoria               | Persona      | Resultat   |
| ----------------------- | ------------ | ---------- |
| Millor actriu espanyola | Terele Pávez | Guanyadora |